# República de Batum
La República de Batum existí del gener del 1919 al juliol de l'any següent.
Forces britàniques van prendre el control de Batum el 6 de gener de 1919, després de l'evacuació turca imposada pel final de la guerra. Els britànics van constituir un consell regional i el 21 de gener es va proclamar la república de Batum (ბათუმის რესპუბლიკა/Batumis Respublika). El 13 de setembre de 1919 el Comitè per l'Alliberament dels Musulmans de Geòrgia establia el parlament d'Adjària a Batum. El 8 d'abril de 1920 el Consell suprem de l'Entente va declarar Batum com a port lliure i la regió d'Adjària un protectorat de la Lliga de Nacions garantit pel Regne Unit, França i Itàlia. El juliol de 1920 els britànics es van retirar i el 20 de juliol l'exèrcit georgià ocupava el país; la República es va dissoldre i fou unida a Geòrgia.

## Bandera
Bandera vermella amb un emblema dins un disc blanc al centre.